# Place Émile Goudeau
Koordinaten: 48° 53′ N, 2° 20′ O
Der Place Émile–Goudeau (früher «Place Ravignan») liegt im 18. Arrondissement von Paris.

## Lage
Der Platz gehörte zum Wegsystem der ehemaligen Gemeinde Montmartre an den Wegen Ravignan und Vieux Chemin. Die Rue Ravignan führt heute als Fußweg am Rande des Platzes von der Rue Berthe über eine Treppe zum Straßenzug Rue Garreau – Rue des Trois Frères.

## Namensursprung
Der Platz ist nach dem Dichter und Chansonnier Émile Goudeau, dem Gründer des Clubs Les Hydropathes, benannt.

## Geschichte
Es wird erzählt, dass Napoléon im Jahr 1809 hier sein Pferd an einen Baum gebunden hätte und zu Fuß auf la butte gestiegen wäre, um den Télégraphe Chappe zu besichtigen, der auf der Kirche St-Pierre de Montmartre installiert war.
Bis 1814 stand ein enormer Birnbaum, den man wegen seiner Größe Poirier-sans-Pareil nannte. Er war ein Abziehungpunkt im Garten der Guinguette, die an dieser Stelle betrieben wurde. Das Lokal war bei den Parisern sehr beliebt, die sich hier zum Tanzen, Trinken und Essen einfanden. Unter dem Baum stand ein Tisch für 12 Personen. Als sich um 1830 ein unterirdisches Grollen und Knacken bemerkbar machte, was den im Untergrund befindlichen Steinbrüchen geschuldet war, musste die Guingette schließen.
1911 wurde der Platz von der Rue Ravignan abgetrennt und erhielt den heutigen Namen.

## Sehenswürdigkeiten
- Auf dem gepflasterten und mit Bäumen bestandenen Platz steht ein Wallace-Brunnen.
- Nr. 13: Hier befand sich das Bateau-Lavoir, ein berühmtes Künstlerhaus, in dem u. a. Picasso und Modigliani verkehrten.

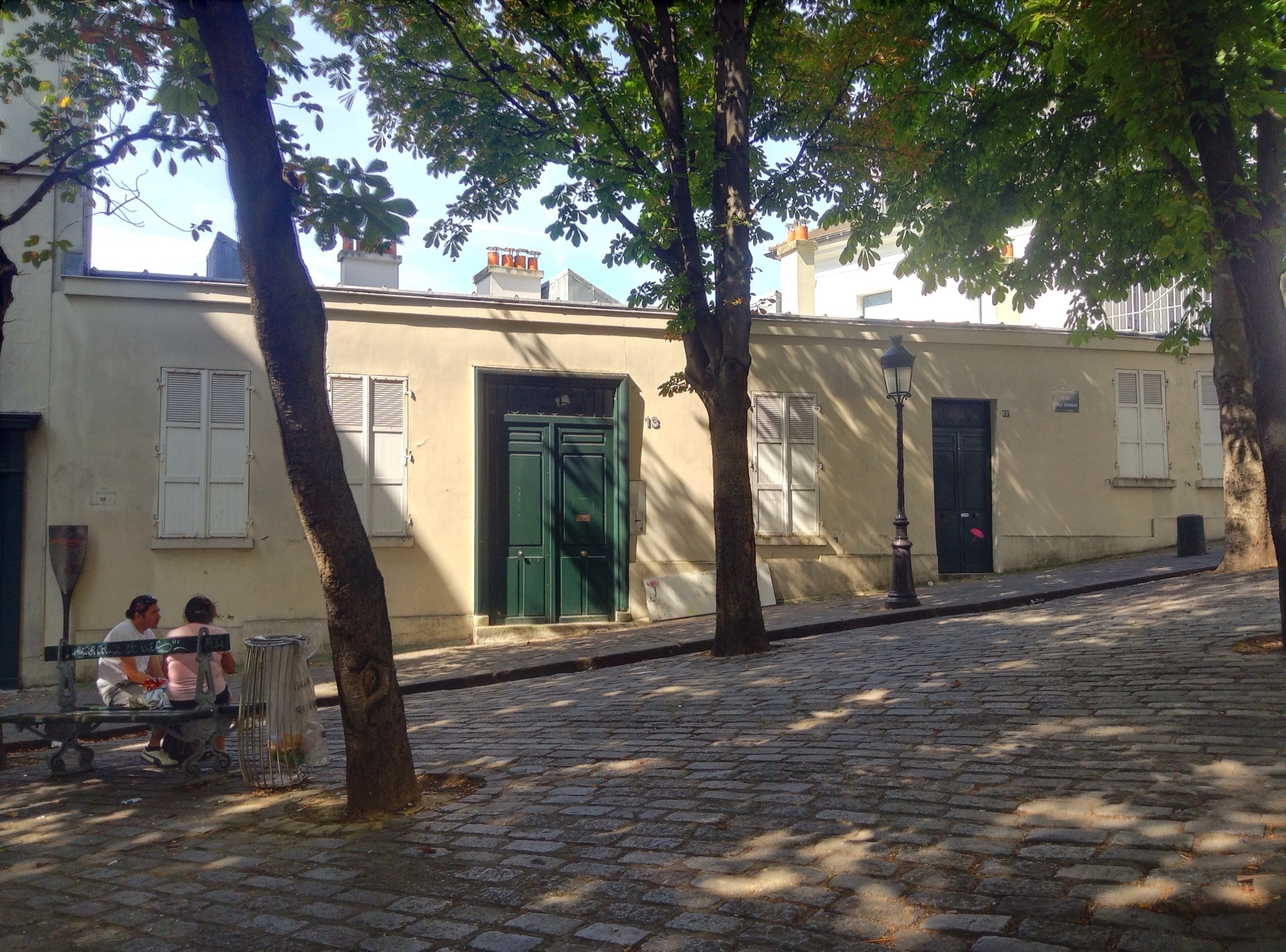
Das Bateau-Lavoir
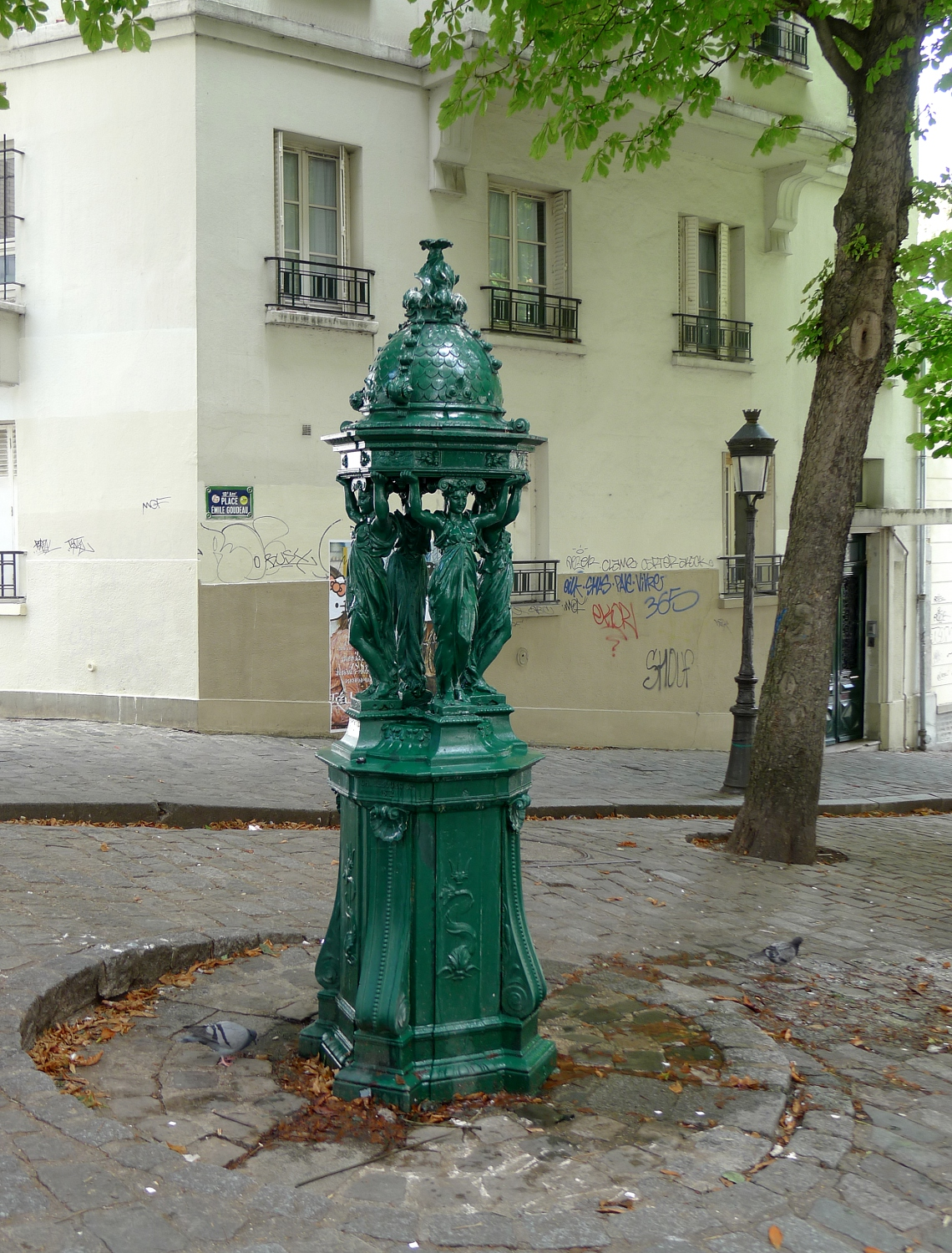
Der Wallace-Brunnen